# تميم بن عطية العنسي
تميم بن عطية العنسي أحد رواة الحديث النبوي ، قال عنه عثمان بن سعيد الدارمي عن دحيم : ثقة معروف ، وقال أبو زرعة الدمشقي : من الثقات ، وقال أبو حاتم الرازي : محله الصدق ما أنكرت من حديثه شيئا إلا ما روى إسماعيل بن عياش عنه عن مكحول قال : جالست شريحا كذا وكذا شهرا وما أرى مكحولا رأى شريحا بعينه قط ويدل حديثه عَلَى ضعف شديد ، وقال عبد الرحمن بن أبي حاتم روى الوليد عن تميم عن مكحول قال : قدمت الكوفة فاختلفت إِلى شريح ستة أشهر ما أسأله عن شيء أكتفي بما يقضي به ، روى له الترمذي قوله كثيرا ما كنت أرى مكحولا يسأل فيقول ندانم.
روى الحديث عن عبد الله بن قيس الهمداني وعمير بن هانئ العنسي وفضالة بن ينار ومحمد بن أبي سفيان بن العلاء بن جارية الثقفي ومكحول الشامي ، روى عنه إسماعيل بن عياش ومحمد بن أبان بن صالح الجعفي والهيثم بن حميد الغساني والوليد بن مسلم ويحيى بن حمزة الحضرمي .
وله من الأحاديث المقطوعة :
- أخبرنا أبو محمّد الأكفاني حدثنا عبد العزيز الكتاني أخبرنا علي بن محمّد بن طوق الطبراني أخبرنا عبد الجبار الخولاني قال : تميم بن عطية العنسي من أهل داريا قال أبو زرعة تميم بن عطية من الثقات.[2]
- أخبرنا أبو محمّد بن الأكفاني قال حدثنا عبد العزيز الكتاني أخبرنا تمام بن محمد أخبرنا جعفر بن محمّد بن جعفر حدثنا أبو زرعة قال في تسمية أصحاب مكحول تميم بن عطية العنسي وأعاد ذكره في ذكر نفر ثقات أيضا.[3]